# Marine Galstyan
Mariné Galstyan (in armeno մարինե գալստյան?; Erevan, 14 giugno 1980) è un'attrice e regista teatrale armena naturalizzata italiana.

## Biografia
Nata a Erevan nel 1980, ha studiato all'Accademia di teatro e cinema di Eravan, nel 1999 ha intrapreso un corso di studi all'Accademia Statale del Teatro e Cinema, ottenendo nel 2004 la laurea in regia presso la facoltà di arte teatrale. Dal 2000 al 2003 ha condotto la trasmissione televisiva Parnas su Armenia 1 e nel 2002 si è diplomata al Centro Comunale di Danza di Erevan. Nel 2003 si è trasferita in Italia dove entra nel cast del film Bella di Notre Dame De Paris e l'anno successivo, nel 2004, recita in T'amo e t'amerò di Arthur Vardanyan. Tra il 2003 e il 2006 frequenta l'università di arte drammatica di Erevan dove si laurea come attrice teatrale e cinematografica. Dal 2006 insegna tango argentino e flamenco in alcune scuole di danza italiane. Nel 2012 ha fondato l’Associazione Culturale Italo-Armena e la compagnia teatrale InControVerso. Nel 2008 ha recitato come protagonista nei film Il caso di Amati Malik di Emanuele Turbanti, nel 2013 in Miradas di Lorenzo Righini e nel 2016 in In the Same Garden di Ali Asgarì.
Nel mondo teatrale è stata protagonista e coreografa ne La strana notte di Vito Renica, L'appartamento sold out di Vanessa Gasparri, Il grande male di Sargis Galstyan, Il resto con i miei occhi di Max Amato, Reality di Alessandro Sena. Nel suo percorso artistico ha interpretato ruoli di vario genere, tra cui: Lady Macbeth (Macbeth), Ofelia (Amleto), Dorotea (Pericolosamente) e Ines Serrano (A porte chiuse), inoltre in veste di regista ha portato in scena opere quali: A porte chiuse di Jean-Paul Sartre, La casa di Bernarda Alba di García Lorca e Proposta di matrimonio.
Nel campo cinematografico, ha contribuito a produzioni indipendenti ed a film di maggiore rilevanza come Corrida de Toros, Un posto al sole, Tutto il mondo è paese, In the Same Garden e Il ragazzo della Giudecca.

### Vita privata
Parla inglese, armeno, italiano e russo.
È sposata col collega e connazionale Sargis Galstyan.

## Filmografia

### Cinema
- T'amo e t'amerò, regia di Arthur Vardanyan (2004)
- Il caso di Amati Malik, regia di Emanuele Turbanti (2008)
- Miradas, regia di Lorenzo Righini (2013)
- Coupe Fatale, regia di Raffaele Totaro (2013)
- Il ragazzo della Giudecca, regia di Alfonso Bergamo (2016)
- In the Same Garden, regia di Ali Asgari (2016)
- Il resto con i miei occhi, regia di Massimiliano Amato (2017)
- Corrida de Toros, regia di Fabio Romani e Fabio Pollio (2021)

### Televisione
- Parnas (ARMTV, 2000-2003)
- Tutto il mondo è paese (2020) - miniserie, regia di Giulio Manfredonia
- Un posto al sole (2020)[11]
- Il clandestino (2024)- serie televisiva, regia di Rolando Ravello, episodio 1x05

## Teatro
- La casa delle bambole, di Henrik Ibsen, regia di Rafael Jrbashyan (2006)
- Mateo Falcone, di Prosper Mérimée, regia di Marine Galstyan (2006)
- Antigone, di Jean Anouilh, regia di Rafael Jrbashya (2007)
- Il rischio, di Eduardo De Filippo, regia di Rafael Jrbashyan (2009)
- Zio Vanja, di Anton Čechov, regia di David Harutyunyan (2010)
- Il gabbiano di Anton Čechov, regia di Rafael Jrbashyan (2011)
- La strana notte di Vico Renica di Igiaba Scego, regia di Migel Rosario (2011)
- A porte chiuse di Jean-Paul Sartre, regia di Marine Galstyan. Teatro Piccolo Eliseo di Roma, Teatro Vittoria di Roma, Teatro Manzoni di Pistoia, Teatro degli Industri di Grosseto, Puppet Theatre di Erevan e Teatro Cometa Off di Roma (2014-2018)[12]
- L'appartamento sold out di Francesco Apolloni, regia di Vanessa Gasbarri (2015)
- Il grande male, di Sargis Galstyan, regia di Sargis Galstyan. Teatro India di Roma (2015)
- Reality, di Alessandro Sena, regia di Alessandro Sena. Teatro Cometa Off di Roma (2017)
- Play Hamlet, di William Shakespeare, regia di Alessandro Sena. Teatro Cometa Off di Roma (2017)
- Se la terra trema, di Maria Inversi. Sala Uno Teatro di Roma (2018)[13]
- Valium, di Alessandro Sena. Teatro della Cometa di Roma (2020)
- Pole Dance, di Sargis Galstyan. Teatro Cometa Off di Roma (2020)
- Forse non lo sai, ma pure questo è amore, di Alessandro Sena. Teatro Cometa Off di Roma (2021)
- Pericolosamente, di Eduardo De Filippo, regia di Alessandro Sena (2021)
- Proposta di matrimonio di Anton Čechov, regia di Marine Galstyan (2021)
- La casa delle api, testo e regia di Sargis Galstyan (2023)
- 7 minuti, di Stefano Massini, regia Claduio Boccaccini (2024)